# Laeliopsis erythrura
Laeliopsis erythrura är en fjärilsart som beskrevs av Aurivillius 1914. Laeliopsis erythrura ingår i släktet Laeliopsis och familjen ädelspinnare. Inga underarter finns listade i Catalogue of Life.